# Teucholabis (Euparatropesa) praenobilis
Teucholabis (Euparatropesa) praenobilis is een tweevleugelige uit de familie steltmuggen (Limoniidae). De soort komt voor in het Neotropisch gebied.